# Grammomys
Grammomys é um género de roedor da família Muridae.

## Espécies
- Grammomys aridulus Thomas & Hinton, 1923
- Grammomys buntingi (Thomas, 1911)
- Grammomys caniceps Hutterer & Dieterlen, 1984
- Grammomys cometes (Thomas & Wroughton, 1908)
- Grammomys dolichurus (Smuts, 1832)
- Grammomys dryas (Thomas, 1907)
- Grammomys gigas (Dollman, 1911)
- Grammomys ibeanus (Osgood, 1910)
- Grammomys kuru Thomas & Wroughton, 1907
- Grammomys macmillani (Wroughton, 1907)
- Grammomys minnae Hutterer & Dieterlen, 1984
- Grammomys poensis (Eisentraut, 1965)